# Manuel de la Peña y Peña

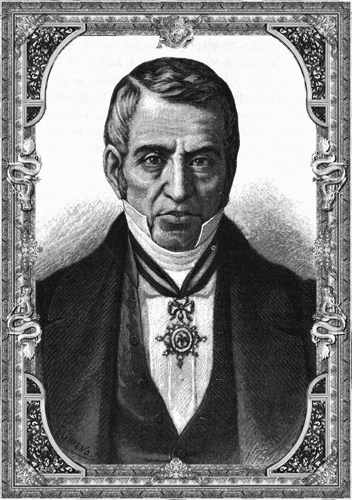
Manuel de la Peña y Peña

Manuel de la Peña y Peña (* 10. März 1789 in Mexiko-Stadt; † 2. Januar 1850 ebenda) war ein mexikanischer Jurist und Politiker. Er war sowohl interimistischer als auch regulärer Staatspräsident.
Manuel de la Peña y Peña wurde am 10. März 1789 in Mexiko-Stadt geboren und praktizierte ab dem 16. Dezember 1812 als Anwalt. 1824 erlangte er einen Sitz am obersten Gericht Mexikos, dem Suprema Corte de Justicia de la Nación. 1843 verfasste er ein bürgerliches Gesetzbuch. Vom 14. August bis zum 13. Dezember 1845 war er Außen- und Innenminister im Kabinett Präsident José Joaquín de Herreras. Zu Beginn des Mexikanisch-Amerikanischen Kriegs amtierte de la Peña als Präsident der Suprema Corte. Am 16. September 1847 wurde er interimistischer Präsident Mexikos und versuchte angesichts der aussichtslosen Lage (der Norden des Landes war unter feindlicher Kontrolle, die Häfen blockiert und die Hauptstadt besetzt) Frieden mit den Vereinigten Staaten zu schließen. Im November 1847 wurde er am provisorischen Regierungssitz Santiago de Querétaro von Pedro María Anaya abgelöst. Bereits im Januar 1848 löste er seinerseits Anaya ab, diesmal als regulärer Präsident. Während seiner zweiten Präsidentschaft schloss er den Vertrag von Guadalupe Hidalgo, der den Krieg beendete, Mexiko jedoch die Hälfte seines Staatsgebietes kostete. Seine Präsidentschaft endete am 3. Juni 1848, als er sein Amt an José Joaquín de Herrera übergab. Im Jahr darauf wurde er Präsident des Estado de Mexico. De la Peña starb am 2. Januar 1850 in Mexiko-Stadt.
| Personendaten    | Personendaten                                       |
| ---------------- | --------------------------------------------------- |
| NAME             | Peña y Peña, Manuel de la                           |
| KURZBESCHREIBUNG | mexikanischer Jurist und Politiker, Staatspräsident |
| GEBURTSDATUM     | 10. März 1789                                       |
| GEBURTSORT       | Mexiko-Stadt                                        |
| STERBEDATUM      | 2. Januar 1850                                      |
| STERBEORT        | Mexiko-Stadt                                        |